# Peroneutypa
Peroneutypa Berl. – rodzaj grzybów z typu workowców Ascomycota.

## Systematyka i nazewnictwo
Pozycja w klasyfikacji według Index Fungorum: Diatrypaceae, Xylariales, Xylariomycetidae, Sordariomycetes, Pezizomycotina, Ascomycota, Fungi.
Takson utworzył Augusto Napoleone Berlese w 1902 roku. Synonim: Echinomyces Rappaz 1987.
Gatunki występujące w Polsce
- Peroneutypa scoparia (Schwein.) Carmarán & A.I. Romero 2006

Nazwy naukowe na podstawie Index Fungorum. Wykaz gatunków według B. Gierczyka i innych